# 1263 هـ
1263 هـ هي سنة في التقويم الهجري امتدت مقابلةً في التقويم الميلادي بين سنتي 1846 و1847.

## أحداث
- الأمام فيصل بن تركي ينشأء وزارة أخرى وهي وزارة الدعوة الإسلامية.

## مواليد
- شاكر الخوري
- محمد خان الكرماني
- مصطفى الواعظ

## وفيات
- جعفر شريعتمدار الأسترآبادي
- عبد الله بن أحمد الوهيبي
- محمد تقي البرغاني
- الشيخ عبد الله بن احمد بن محمد الوهيبي قاضي الدرعيه في عهد الامام عبد العزيز بن محمد بن سعود الدولة السعودية الأولى حتى سقوطها وقاضي الاحساء في عهدالامام تركي بن عبد الله بن سعود